# Trochocyathus abnormalis
Espèce
Statut CITES
Trochocyathus abnormalis est une espèce éteinte de coraux de la famille des Caryophylliidae.